# Stephen Kovacevich
Stephen Kovacevich (* 17. října 1940, San Pedro, Los Angeles, Kalifornie, USA) je americký pianista a dirigent. Jeho otec byl Chorvat a matka Američanka. První koncert odehrál ve svých jedenácti letech. Jeho manželkou byla Martha Argerichová, s níž měl jednu dceru.